# Seksspeeltje

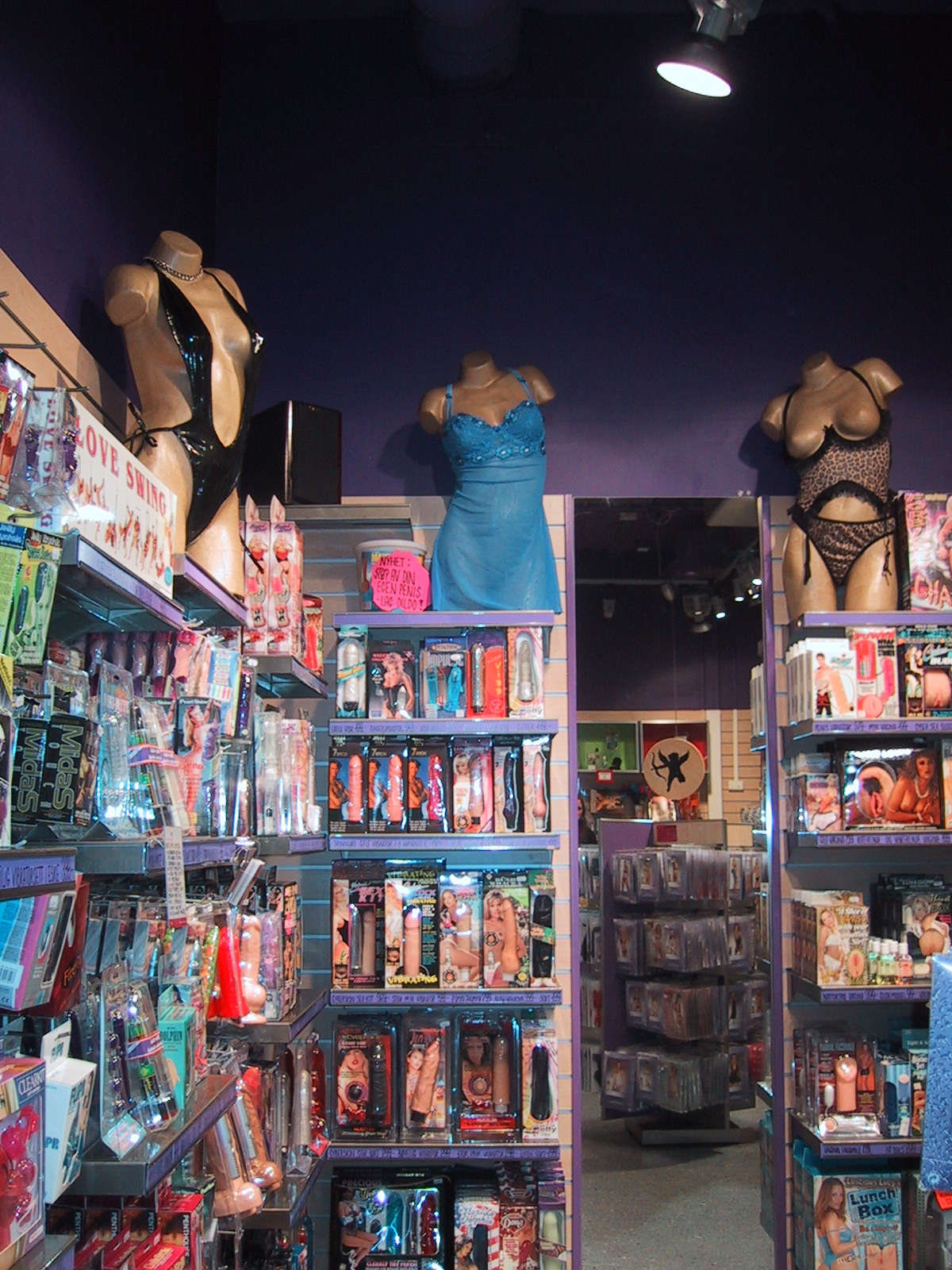
Winkelschappen met seksspeeltjes

Een seksspeeltje, sextoy of slaapkamerspeeltje is een voorwerp of apparaat dat wordt gebruikt voor menselijk seksueel genoegen. Een seksspeeltje kan solo gebruikt worden of met een partner.

## Voorbeelden
- Buttplug
- Dildo
- Chinese balletjes
- Geishaballen
- Seksmachine
- Opblaaspop
- Penisring
- Penispomp
- Vibrator

## Fetisjspeeltjes
Hiernaast zijn er ook verschillende speeltjes op de markt die meer specifiek met seksueel fetisjisme en/of bdsm in verband worden gebracht:
- Gesel
- Handboeien
- Kuisheidsgordels
- Mondknevel
- Tepelklemmen
- Zweepjes

## Veiligheid en gezondheid
In de markt van seksspeeltjes zijn er amper veiligheid en gezondheidsvoorschriften voor fabrikanten. Dit maakt dat de markt van seks speelgoed onder vuur ligt in verschillende landen, waaronder Duitsland en de Verenigde Staten. Veel seksspeeltjes worden geclassificeerd binnen andere categorieën, waardoor ze volgens de officiële voorschriften niet geschikt zijn om 'lichamelijk te gebruiken'. Zo heeft REACH verschillende voorschriften voor het maken en gebruiken van seksspeeltjes voor de Europese markt, maar deze regels gelden slechts voor weinig fabrikanten vanwege de omzeiling van de productcategorie. Om deze reden wordt het veilig gebruiken en goed onderhouden van seks-speelgoed extra aangeraden.
In 2019 is er vanuit Zweden een verzoek gedaan tot het opstellen van een ISO-standaard voor seksspeeltjes die in contact komen met geslachtsdelen. In oktober 2019 is bekend geworden dat deze ISO-standaard er zal komen, het creëren van deze ISO-standaard zal minimaal drie jaar in beslag nemen. Nederland zal niet actief deelnemen aan het opstellen van deze ISO-standaard omdat de uitgenodigde partijen niet tot een financieel akkoord konden komen voor deelname aan de vergaderingen.